# Luis Navarrete
Luis Navarrete Carvacho (Pocuro, Los Andes, 27 de septiembre de 1925 - Ñuñoa, Santiago de Chile, 30 de noviembre de 2006) fue un político chileno, militante del partido Renovación Nacional (RN). Casado con Silvia Muñoz Valdivia, tuvo dos hijos y cinco nietos.
Los estudios primarios los realiza en la Escuela Guillermo Matte, pasando, posteriormente, al Internado Nacional Barros Arana, desde donde ingresa a la Escuela Militar. Permanece en el Ejército hasta 1962, cuando se retira voluntariamente con el grado, ya obtenido, de Mayor.
Una vez retirado, se incorpora a la Compañía de Petróleos de Chile, COPEC, alcanzando el cargo de Jefe de la Planta Linares.
Inicia sus actividades políticas en 1974, al ser designado Alcalde de Linares, hasta 1981.
En 1981 es nombrado Alcalde de Ñuñoa, cargo que desempeña hasta 1987. Luego, desde marzo de 1988 hasta marzo de 1989, ocupa la Secretaría regional ministerial de Gobierno en la Séptima región.
En 1989 es electo Diputado como Independiente por la Séptima región, distrito N.°39 (Linares, Colbún, San Javier, Villa Alegre, Yerbas Buenas) para el período de 1990 a 1994. Pasa a formar parte de la Comisión de Defensa Nacional.
En las municipales de 2000, el titular en el cargo, Sergio Sepúlveda, se presentó a la reelección obteniendo el 19,9% de apoyo, pero la alcaldía finalmente fue ganada por Luis Navarrete, con un porcentaje del 35,1 % de los votos.
Alcalde de la comuna de Linares durante el periodo del 6 de diciembre de 2000 al 6 de diciembre de 2004, cargo que no terminó de ejercer producto de una enfermedad. Falleció en 2006 en Ñuñoa.
Su hijo Gonzalo Navarrete, militante del PPD, sería posteriormente alcalde de Lo Prado.
Un Centro Comunitario de Salud Familiar (CECOSF) del sector Nuevo Amanecer de Linares lleva su nombre.

## Historial electoral

### Elecciones parlamentarias de 1989
- Elecciones parlamentarias de 1989 a Diputado por el Distrito 39 (Colbún, Linares, San Javier, Villa Alegre y Yerbas Buenas) [7]

### Elecciones municipales de 2000
- Elecciones municipales de 2000 en Linares[8]